# Панарабизъм
Панарабизъмът е идеология, проповядваща обединението на страните от Северна Африка, Западна Азия от Атлантическия океан до Арабско море, познат като Арабския свят. Той е тясно свързан с арабския национализъм, според който арабите са една нация. Популярността му достига апогея си през 50-те и 60-те години на XX век. Застъпниците на панарабизма често възприемали социалистически принципи и са били строго против западното политическо намесване в Арабския свят. От друга страна цели да направи арабските страни по-силни, формирайки съюзи и икономическо сътрудничество.

## Опити
Налице са няколко опита на панарабизма за създаване на такъв съюз:
- през 1958 г. Ирак и Йордания създават конфедерация, която впоследствие се разпада;
- през 1958 г. Египет и Сирия се съюзяват в конфедерация, просъществувала до 1961 г.;
- разделените Северен и Южен Йемен се обединяват в единната държава Йемен, съществуваща и днес;
- 7 емирства се обединяват и създават т.нар. Обединени арабски емирства (1971 – 1972).

## Дейци
- Гамал Абдел Насър (обединение на Египет и Сирия)
- Муамар Кадафи